# Kaukasus-Tataren
Kaukasus-Tataren ist eine Sammelbezeichnung für die im Kaukasus beheimateten Turkvölker. Diese Bezeichnung löste die ursprüngliche Bezeichnung Bergtataren  (kumyk. tuvhtatarlar, tatar. dağtatarları, türk. dağ tatarları) ab, die vor allem seit dem ausgehenden 19. Jahrhunderts verwendet wurde. 
Die Kaukasus-Tataren wurden lange Zeit hindurch auch einfach nur als „Muslime“ bezeichnet.

## Gliederung
Heute werden unter dem Begriff „Kaukasus-Tataren“ folgende Völker summiert:
1. Balkaren
2. Karatschaier
3. Kumyken

Bei verschiedenen Turkologen werden mitunter alle Turkvölker des Nordkaukasus verallgemeinert als „Kaukasus-Tataren“ bezeichnet.  In diesem Sinne werden auch die Nogaier, Truchmenen und Derbent-Turkmenen aber auch die Mescheten, Urum und Karapapaken zu diesen gerechnet. Vielfach werden auch die Aserbaidschaner aufgrund der geografischen Lage den Kaukasus-Tataren zugeschlagen. Doch gelten diese Zuordnungen als umstritten.

## Hauptverbreitungsgebiet
Die als Kaukasus-Tataren bezeichneten Völker umfassen heute rund 748.300 Menschen. Diese leben heute in folgenden Gebieten:
- Dagestan
- Kabardino-Balkarien
- Karatschai-Tscherkessien

## Religion
Die Kaukasus-Tataren waren einst überwiegend orthodoxe Christen. Sie nahmen zwischen dem 17. und 18. Jahrhundert den sunnitischen Islam an und sind nun überwiegend Hanafiten.

## Geschichte

### Vorgeschichte
Im 9. Jahrhundert fielen die Magyaren in den Kaukasus ein und begründeten dort ein magyarisches Herrschaftsgebiet.
Im 10. Jahrhundert gehörte das Gebiet zu den christlichen Königreichen Georgien und Armenien. Die südlichen Regionen wurden von Persien beherrscht.
Im 11. Jahrhundert fielen die türkischen Seldschuken im Kaukasus ein und setzten verschiedene Atabegs zur Verwaltung der Region ein. Diese gründeten nach dem Untergang des „Großseldschukischen Reiches“ eigenständige Reiche.

### Mongolenzeit
Zwischen 1219 und 1223 überfielen die Mongolen Dschingis Khans mehrfach die Kaukasusregion und gliederten diese schließlich ab 1243 in die spätere Goldene Horde ein. De facto wurde die Region jedoch ab 1260 von den Herrschern der Nogaier-Horde autonom regiert. Im 13. und 14. Jahrhundert ließen sich auch zahlreiche Mongolen und Teile der zentralasiatischen Turkvölker in der Region nieder und diese wurden dann von der einheimischen Vorbevölkerung kulturell assimiliert. Doch setzte sich bei Teilen der kaukasischen Bevölkerung später türkische Sprachen durch.
1375–1405 war der Kaukasus dem erneuerten Mongolenreich Timur-i Lenks angeschlossen und gehörte nach dessen Tode zum Teil verschiedenen turkmenischen Stammesföderationen an, die dort dessen Nachfolge antraten. Am bekanntesten sind hier die Qara Qoyunlu. So gerieten weite Teile der Kaukasusregion auch unter der losen Oberherrschaft der mongolischen Nachfolgereiche, die aus dem Khanat der Krim und des Khanat Astrachan bestanden. Diese aus den osteuropäischen Steppengebieten stammenden Turkvölker nannten die kaukasischen Turkvölker als erstes „Berg-Tataren“ und diese wurden vor allem mit dem Krim-Khanat in Verbindung gebracht. Der Name „Berg-Tataren“, wie die Bezeichnung „Tataren“ überhaupt, wurde dann von allen späteren Herrschern der Region als Bezeichnung der kaukasischen Turkvölker übernommen bzw. beibehalten. So zum Beispiel auch durch die spätere russische Verwaltung, die die kaukasischen Turkvölker generell als Горские татары/Gorskie tatary bezeichnete. Im Jahr 1475 unterstellte sich der Khan des Krim-Khanates dem osmanischen Sultan und damit geriet die Region in den Fokus des Osmanischen Reiches.

### Grenzkriege zwischen dem Osmanischen Reich und Persien
Im 15. und 16. Jahrhundert war der Kaukasus vor allem zwischen dem Persischen und dem Osmanischen Reich hart umkämpft. In der Zeit zwischen 1510 und 1522 wurde der Kaukasus kurzfristig von den Osmanen unterworfen. Osmanisches „Reichstürkisch“ wurde dort nun Amtssprache. Die regionalen Turkvölker begannen in dieser Zeit sich dem Osmanischen sprachlich anzupassen. Schließlich wurden 1555 Region erstmals von den persischen Safawiden unterworfen und konnten sich erst im 18. Jahrhundert befreien. 
Doch bereits 1736 versuchte der persische Herrscher Nadir Chan Afshar den erneuten Versuch, die Kaukasusregion zu unterwerfen. Persisch wurde nun bei den Kaukasiern Amts- und Verwaltungssprache. 1747 wurde von verschiedenen Kaukasusfürsten Nadir Chan der Treueeid verweigert und dieser rüstete zu einem Heerzug gegen die Abtrünnigen auf. Aber nun wurde der persische Schah Nadir kurz vor Beginn des Feldzuges ermordet und das Kaukasusgebiet war eine Zeitlang wieder selbständigen Herrschern unterstellt. 
Doch bereits 1783 versuchte der Kadscharenherrscher Aga-Mohammed von Persien aus den Kaukasus wieder zu unterwerfen und diesen endgültig dem Persischen Reich einzuverleiben. Teile der kaukasischen Fürsten suchten nun den Schutz des benachbarten Russlands und wurden dessen Vasallen. 1795 fiel Aga-Mohammed in Ostgeorgien ein und unterwarf in kurzer Zeit die Kaukasusregion. Nun schritt Russland ein: Auf Befehl Katharina der Großen wurden die Perser innerhalb von fünf Jahren von Armee und verschiedenen Kosakeneinheiten vertrieben und um 1800 galt der Kaukasus wieder als autonom.
Aber bereits 1801 unterstellten sich die ersten Kaukasusfürsten der russischen Direktherrschaft und wurden vom russischen Zar als „Gouverneure“ in ihren Stammesgebiete eingesetzt. Das bedeutete für sie, dass Russland vorerst nicht in die alten Stammesrechte eingriff.

### Im Russischen Zarenreich
1878 wurden nach Beendigung der Persisch-Russischen Kriege die Grenzen in der Region neu gezogen und zwischen Russland und Persien entlang des Arak geteilt. Die nördlichen Gebiete gehörten nun zum Russischen und die südlichen zu Persien. Russland entdeckte nun den „muslimischen Markt“ in Persien und Turkestan und setzte nun verstärkt Tataren, Baschkiren und Krimtataren bei den kaukasischen Turkvölkern als Dolmetscher ein, auch kamen tatarische Händler zu diesen. Aufgrund der ethnisch-sprachlichen Nähe der eigentlichen Tataren und diesen kaukasischen Turkvölkern war es leicht möglich, die letzteren endgültig zu islamisieren. Doch mit der Eroberung Turkestans durch Russland wurde der Weg über den Kaukasus nach Persien nicht mehr benötigt und die Turkvölker wurden nun wie alle „Tataren“ des Russischen Reiches verfolgt und entrechtet.

### Sowjetische Zeit
1917 schlossen sich die kaukasischen Turkvölker zur „Nordkaukasischen Föderation“ zusammen, die jedoch 1918 wieder aufgelöst wurde. Sie gehörten nun im Rahmen einer ASSR zur Russischen Föderation.
In der Zeit zwischen 1921 und 1936 wurden die Siedlungsgebiete der Turkvölker auf verschiedene Autonome Sozialistische Sowjetrepublike aufgeteilt: ASSR Dagestan (1921), Kabardino-Balkarische ASSR (1936). 
1944 wurden die muslimischen Volksgruppen des Kaukasus auf Befehl Josef Stalins nach Sibirien zwangsumgesiedelt, da Teile von ihnen mit der kurzfristigen deutschen Besatzungsmacht zusammenarbeitete. Erst 1967 durften sie wieder in die alten Siedlungsgebiete zurückkehren.

### Zusammenbruch der Sowjetunion und der Versuch der iranischen Einflussnahme
Mit dem Zerfall der Sowjetunion wurden sich die regionalen Turkvölker ihrer nationalen Eigenart wieder bewusst und schlossen sich 1989/90 zu zahlreichen Bürgerbewegungen zusammen. Diese forderten 1991 die nationale Unabhängigkeit im Rahmen eines föderativen Russlands und die Bildung einer türkisch-tatarischen Kaukasusföderation, die auch das nördliche Aserbaidschan umfasst hätte. Diese ökonomisch-kulturelle Kaukasusföderation wurde von den kaukasischen Turkvölkern „Union der Berg-Tataren“ (aserbaidschanisch Dağtatarlari Birliqi) genannt. In dieser Union hätte das moderne Aserbaidschanisch die Rolle einer „Gemeinschaftssprache“ gehabt und es wurde die Wiedereinführung der arabischen Schrift gefordert. 
Auch der benachbarte  Iran förderte nun seinerseits zwischen den Jahren 1989 und 1991 die Re-Islamisierung und bezüglich des Schriftsystems Re-Arabisierung der Kaukasusregion. Das wurde vom Westen allgemein als „Erneuerung einstigen persisch-iranischen Einflussgebietes“ argwöhnisch beobachtet, da man eine Radikalisierung und die Schaffung einer „islamischen Kaukasusrepublik“ nach iranischem Vorbild vorwarf. Doch dieses traf so nicht zu, denn der Iran war (und ist) für die Beibehaltung des staatlichen Status quo gegenüber den Nachfolgestaaten der UdSSR, da er (wohl zu Recht) befürchten muss, dass der NATO-Partner Türkei seinen ethnisch-kulturellen Einfluss auf die Kaukasusregion erneuern und ausbauen will. Auch leben im Iran weit über 20 Millionen turkstämmige Menschen, deren Gros, die Aseri und Turkmenen, ein geschlossenes Siedlungsgebiet an der ehemaligen iranisch-sowjetischen Grenze besitzen. Die iranischen Aserbaidschaner forderten bereits im Sommer 1989 erstmals seit 1917 wieder die Vereinigung mit dem damals noch sowjetischen Nordaserbaidschan. Und genau solche Situationen galt es in den Augen Teherans um jeden Preis zu verhindern.
1992 brach die „Union der Berg-Tataren“ aufgrund des neu erwachten aserbaidschanischen Unabhängigkeitsbestreben zur völligen politischen Unabhängigkeit wieder auseinander.
Mit der Unterzeichnung des Föderationsvertrages (1992) steht den kaukasischen Turkvölkern im Rahmen Russlands eine weitgehende Autonomie zu, während sich die Türkei nun als „offizielle Schutzmacht“ dieser Volksgruppen betrachtet.